# Falsa equivalencia
La equivalencia falsa es una falacia lógica  que describe una situación donde  hay una equivalencia aparentemente lógica, pero en realidad no hay ninguna. Esta falacia es catalogable como una falacia de inconsistencia. Sería el antónimo del concepto matemático de equivalencia material.

## Características
Las siguientes frases son ejemplos de falacias de falsa equivalencia:
- "Ambos son mascotas muy suaves, por tanto no hay diferencia entre un perro y un gato."
- "Todos nacimos desnudos, por tanto no existen diferencias entre las personas."

La falsa equivalencia se usa comúnmente en la política, en la que un político acusa a su oposición de haber cometido actos equivalentes. La falacia de la falsa equivalencia no debe ser confundida con la falacia del "falso equilibrio" (también conocida como "falsa balanza") donde se presenta un problema desde puntos de vista opuestos otorgándole la misma credibilidad a ambas sin tener en cuenta la evidencia detrás de cada postura.